# Amalia Pica

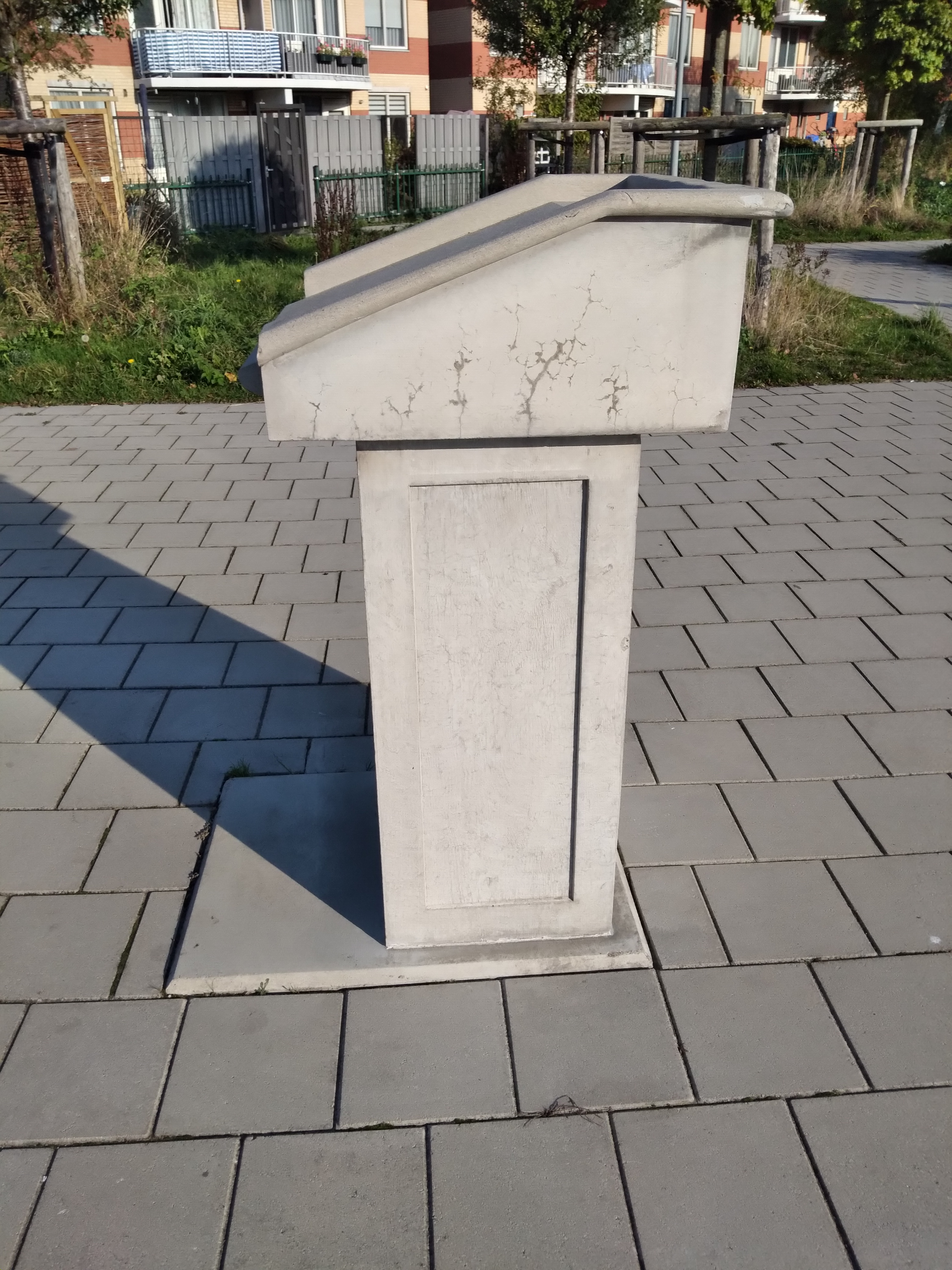
2021 Now speak

Amalia Pica (sinh năm 1978 tại Neuquén, Argentina) là một nghệ sĩ người Argentina sống tại Luân Đôn. Cô khám phá nghệ thuật ẩn dụ, sự giao tiếp và sự tham gia công dân thông qua điêu khắc, sự cài đặt, các bức ảnh, các hình chiếu, các buổi biểu diễn trực tiếp và các bản vẽ.

## Tiểu sử và giáo dục
Amalia Pica sinh ra ở Neuquén, Argentina năm 1978. Cô nhận bằng cử nhân từ trường Escuela Nacional de Bellas Artes Prilidiano Pueyrredón ở Buenos Aires vào năm 2003. Từ năm 2004 đến năm 2005, cô là nghệ sĩ ở Rijksakademie van beeldende kusten.

## Ảnh hưởng và công việc
Pica được sinh ra vào cuối những năm 1970 trong cuộc Chiến tranh bẩn thỉu. Trong thực tế này, các tác phẩm của Pica đã đặt ra những câu hỏi về vai trò của chính phủ, ngôn ngữ và giao tiếp, và sự kết nối giữa con người. Phần lớn các tác phẩm của cô khám phá các vấn đề cơ bản về giao tiếp, chẳng hạn như các hành vi gửi và nhận thông điệp (bằng lời nói hoặc phi ngôn ngữ) và các hình thức khác nhau mà các trao đổi này có thể được thực hiện.
Victor Grippo, Cildo Meireles, Lygia Clark và Hélio Oiticica, trong số nhiều người khác, là những nghệ sĩ đầu tiên mà Pica nghiên cứu.

## Giải thưởng
Vào năm 2013, cô là một trong những người vào vòng cuối cùng của Giải thưởng Nghệ thuật Thế hệ mới (Future Generation Art Prize) của Pinchuk Foundation.